# Chopin – Sehnsucht nach Liebe
Chopin – Sehnsucht nach Liebe ist ein polnischer Spielfilm aus dem Jahr 2002. Der Film behandelt die Beziehung zwischen dem polnischen Komponisten Fryderyk Chopin und der französischen Schriftstellerin George Sand.

## Handlung
Fryderyk Chopin leidet in der Hoffnung auf ein Stipendium unter dem russischen, despotischen Großfürst Konstantin. Als der Großherzog von Mordplänen gegen seine Person erfährt, reist Chopin auf Drängen seines Vaters vor der drohenden Revolte nach Paris.
Während in der französischen Hauptstadt die Cholera ausbricht, hat Chopin keinen Erfolg mit seiner Musik und muss sich durch Klavierspiel in höfischen Salons über Wasser halten. Da er sich dort nicht mehr länger wie ein Sklave behandeln lassen will, erwägt er, nach Amerika auszuwandern. Sein Erfolg in Paris stellt sich erst ein, als auf einer Soirée unter Baroness Rothschild Franz Liszt Chopins „Revolutionsetüde“ spielt und Chopin selbst weitere seiner Werke vorträgt.
Während Chopin mit Marie Bertrand in Verlobung lebt, lernt er über seinen Freund Franz Liszt die frisch geschiedene Schriftstellerin George Sand und ihre Kinder Maurice und Solange kennen. Nachdem der Vater seiner Verlobten eine Hochzeit ablehnt, verlieben sich George Sand und Chopin ineinander und ziehen nach Mallorca. Maurice reagiert feindselig auf den neuen Freund seiner Mutter; Chopin selbst erkrankt an Tuberkulose. George Sand sieht sich im Konflikt, sich zwischen ihren Kindern und Chopin entscheiden zu müssen; zwischen ihr und Chopin kommt es zum Zerwürfnis.
Jahre später leben George Sand und Chopin in einer spannungsreichen Beziehung in Nohant-Vic. Solange ist zu einer jungen Frau herangewachsen und umgarnt Chopin. Während George Sand von ihrem Verleger unter Termindruck gesetzt wird, versucht Maurice aus Angst, nach seinem Vater nun seine Mutter zu verlieren, sich das Leben zu nehmen. Der Konflikt um Maurice bewirkt, dass Chopin auszieht. Unterdessen beginnt Solange eine Affäre mit dem Bildhauer Schlesinger, der eine Büste von George Sand anfertigt, um ihrer Mutter zuvorzukommen. Wenig später heiraten Schlesinger und Solange. Die an George Sand gerichtete Bitte des Paares um finanzielle Unterstützung führt zu einem Eklat. Im Lauf der Ehe wird Solange Mutter einer Tochter.
Es versetzt Chopin einen tiefen Schlag, als George Sand sich von ihm trennt. Wenig später, im Jahr 1849, stirbt der Komponist. Kurz vorher bittet er seine Schwester, nach seinem Tod sein Herz nach Polen zurückzubringen.

## Auszeichnungen
Im Jahr 2003 wurde Danuta Stenka für ihre Rolle als George Sand mit dem Polnischen Filmpreis als Beste Hauptdarstellerin ausgezeichnet. Nominierungen gab es für Magdalena Tesławska und Paweł Grabarczyk (Bestes Kostümdesign), Andrzej Przedworski (Bestes Szenenbild) sowie Nikodem Wołk-Łaniewski (Bester Ton).
Im selben Jahr gewannen bei der Worldfest Houston Film Competition Edward Kłosiński (Gold Award in der Kategorie Independent Theatrical Feature Films – Cinematography) sowie Jerzy Antczak (Platinum Award in der Kategorie Best Drama).